# Le Souffle du désir
Pour plus de détails, voir Fiche technique et Distribution.
Le Souffle du désir est un film français réalisé par Henri Lepage en 1957 et sorti en 1958.  

## Fiche technique
- Titre français : Le Souffle du désir
- Réalisateur : Henri Lepage
- Scénariste : Gaston Montho d'après son roman
- Décors : Louis Le Barbenchon et Raymond Nègre
- Photographie : Gérard Perrin
- Son : René Longuet
- Montage : Marcelle Lehérissey
- Musique : Marcel Danella
- Production : Georges Bureau et Albert Caraco
- Société(s) de production : Cinextension et Gamma Film
- Société(s) de distribution : Gamma Film
- Pays de production :  France
- Langue originale : français
- Format :  Noir et blanc - Son mono
- Genre : Drame
- Durée : 78 minutes
- Date de sortie :	
  - France : 8 avril 1958

## Distribution
- Danielle Godet : Christiane Méry
- Michel Ardan : Daniel Bellanger
- Jacques Castelot : Mario
- Jacques Dynam : Jacques
- Max Elloy : Alexis
- Jean-Jacques Delbo : Freddy
- Mady Berry
- Béatrice Arnac : Rita
- Paul Bisciglia
- Yvonne Carls
- Roméo Carles : Monsieur Max
- André Chanu
- Robert Dalban
- Lucien Frégis
- Jim Gérald : Jim
- Claude Ivry
- Alix Mahieux
- Bernard Musson : L'agent de la circulation
- Jean Ozenne : L'Américain
- Ginette Rolland